# Pierre Fournier
Pierre Léon Marie Fournier (ur. 24 czerwca 1906 w Paryżu, zm. 8 stycznia 1986 w Genewie) – francuski wiolonczelista i pedagog.

## Życiorys
W dzieciństwie matka uczyła go gry na fortepianie. W wieku 9 lat zachorował na polio, na skutek spowodowanych chorobą problemów z nogami zaczął wówczas grać na wiolonczeli. Studiował w Konserwatorium Paryskim u André Hekkinga, Paula Bazelaire’a i Camille’a Chevillarda, w 1923 roku uzyskując pierwszą nagrodę w grze na wiolonczeli. Debiutował publicznie jako wiolonczelista w 1928 roku. W latach 1932–1939 odbył szereg podróży koncertowych po Europie, które zapewniły mu międzynarodową sławę. Wykładał w École normale de musique (1937–1939) i w Konserwatorium Paryskim (1941–1949). Po II wojnie światowej zrezygnował z działalności pedagogicznej, poświęcając się licznym podróżom koncertowym. W 1947 roku koncertował wspólnie z Józsefem Szigetim, Arturem Schnablem i Williamem Primrose. Od 1948 roku regularnie występował w Stanach Zjednoczonych. Od 1970 roku mieszkał w Szwajcarii, gdzie w swoim domu w Genewie prowadził letnie kursy dla młodych wiolonczelistów.
Prezentował obszerny repertuar, począwszy od baroku, skończywszy na utworach muzyki współczesnej. Wielu kompozytorów, m.in. Bohuslav Martinů, Francis Poulenc, Albert Roussel czy Frank Martin, pisało swoje utwory specjalnie z myślą o Fournierze. Dokonał licznych nagrań płytowych dla wytwórni EMI, HMV, Columbia, RCA i Deutsche Grammophon, występując pod batutą m.in. Karla Münchingera, Clemensa Kraussa i Rafaela Kubelíka.
Odznaczony został francuskimi Orderem Legii Honorowej w klasie kawalera (1953) i oficera (1963), a także klasą oficerską Orderu Sztuki i Literatury oraz klasą komandorską belgijskiego Orderu Leopolda II.